# Bruxaria europeia

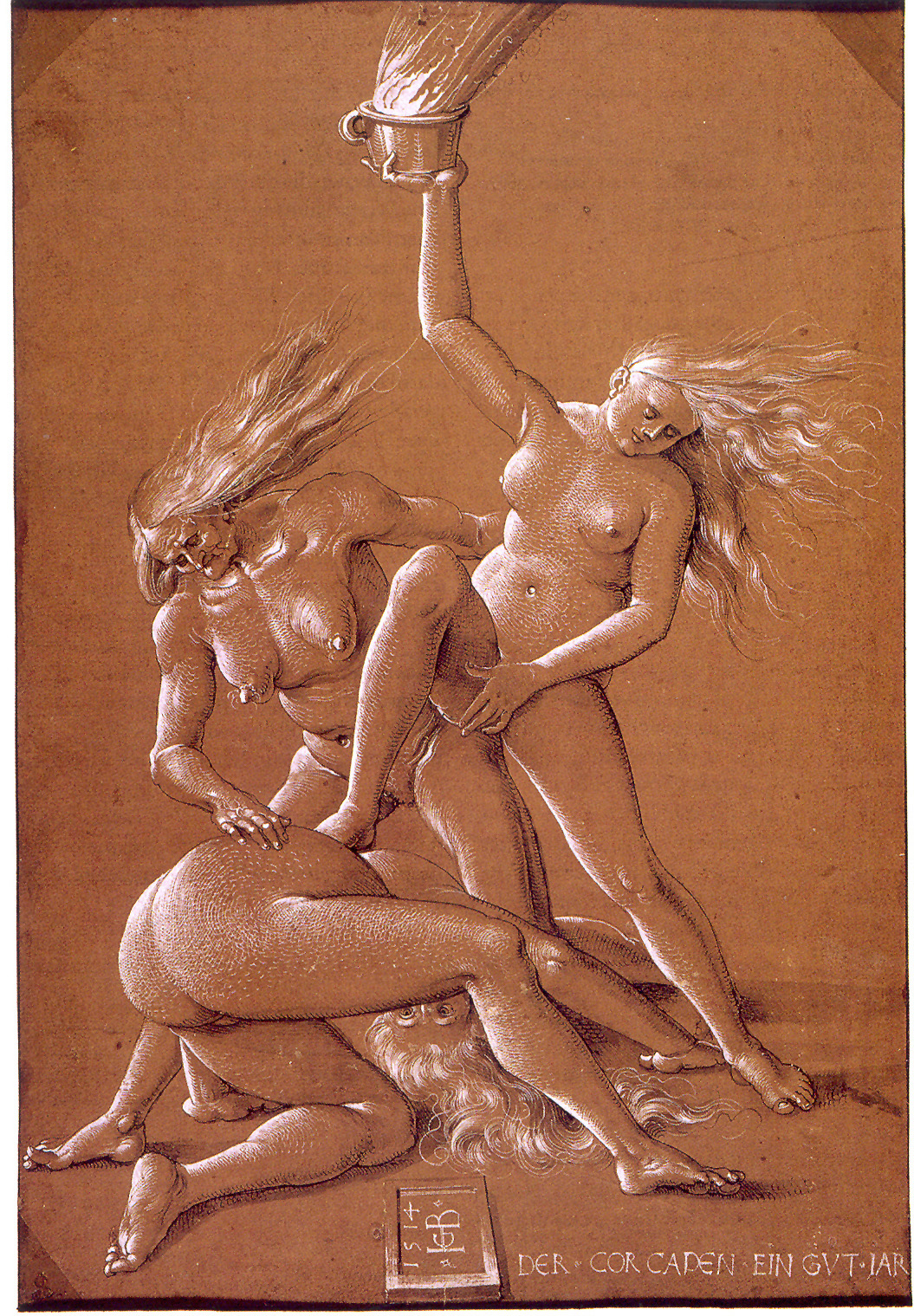
Três Bruxas, de Hans Baldung Grien, c. 1514

A crença na bruxaria na Europa pode ser rastreada até a antiguidade clássica e tem uma história contínua durante a Idade Média, culminando nos julgamentos de bruxas do início da Idade Moderna e dando origem ao conto de fadas e à cultura popular da personagem "bruxa" dos tempos modernos, bem como à o conceito de "bruxa moderna" na Wicca e movimentos relacionados da bruxaria neopagã.
Na Europa medieval e no início da era moderna, as bruxas acusadas eram geralmente mulheres que, segundo se acreditava, usavam magia para causar danos e infortúnios aos membros de sua própria comunidade. A feitiçaria era vista como imoral e muitas vezes pensava-se que envolvia a comunhão com seres malignos, como um "pacto com o diabo". Acreditava-se que a bruxaria poderia ser frustrada por magia protetora ou contra magia, que poderia ser fornecida pelo povo astuto. Suspeitos de bruxaria também foram intimidados, banidos, atacados ou linchados. Frequentemente, eles seriam formalmente processados e punidos se fossem considerados culpados. A caça às bruxas e os julgamentos europeus de bruxas no início do período moderno levaram a dezenas de milhares de execuções - quase sempre de mulheres que não praticavam bruxaria. A crença europeia na bruxaria diminuiu gradualmente durante e após o Iluminismo.
O tópico é um complexo amálgama das práticas de curandeiros populares, magia popular, crença antiga em magia e feitiçaria na Europa pagã, visões cristãs sobre heresia, prática medieval e moderna de magia no Renascimento e ficção simples no folclore e na literatura.

## História

### Antiguidade
Instâncias de perseguição à feitiçaria no período clássico foram documentadas, comparando evidências do antigo Oriente Próximo e do Antigo Testamento. Na Grécia Antiga, por exemplo, Theoris, uma mulher de Lemnos, foi processada por lançar encantamentos e usar drogas nocivas. Ela foi executada junto com sua família.

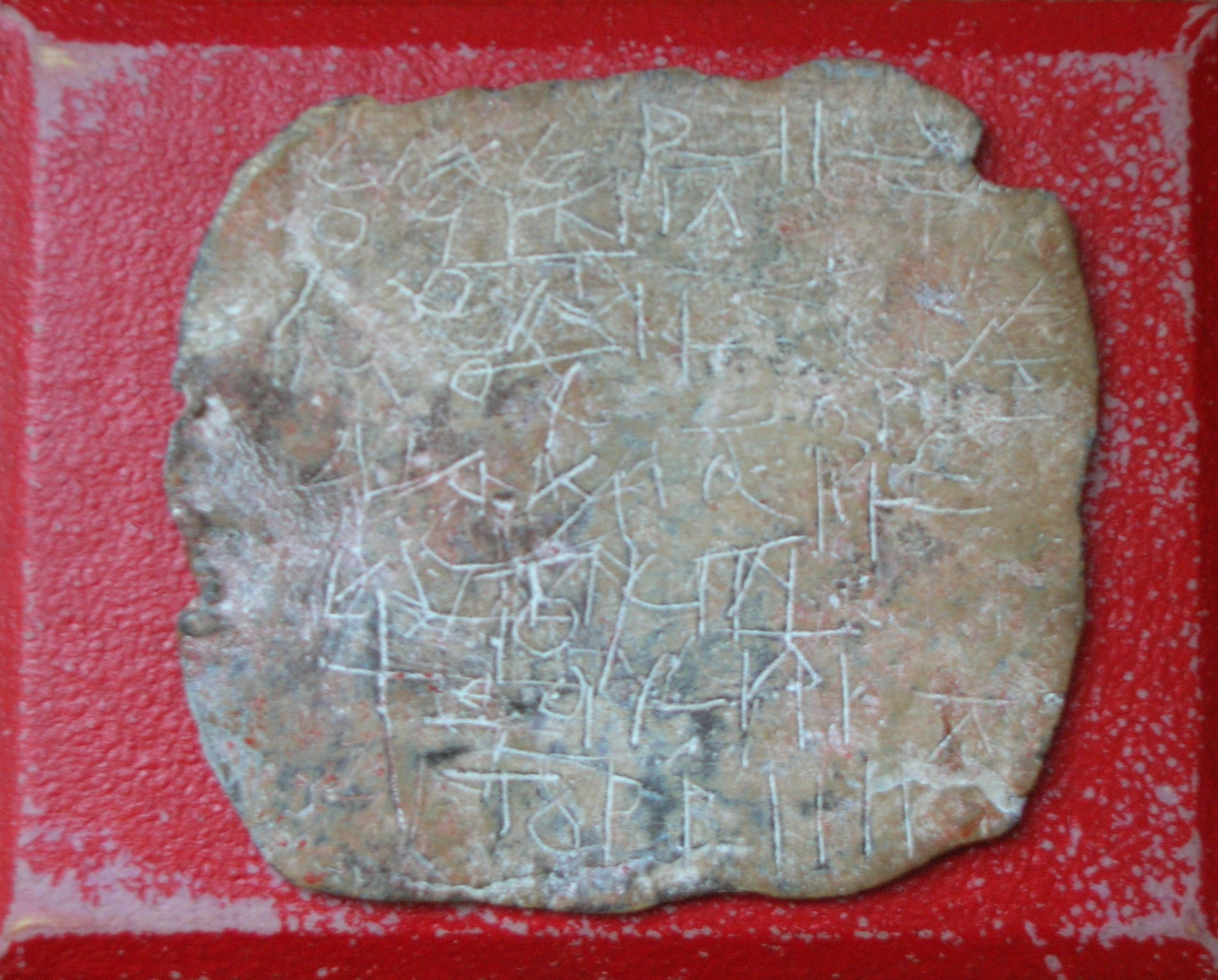
Uma antiga tábua de maldição grega de Eyguieres

Na Roma Antiga, a magia negra era punida como ofensa capital pela Lei das Doze Tábuas, que devem ser atribuídas ao século V a.C., e, como Lívio registra, de tempos em tempos os estatutos draconianos eram dirigidos contra aqueles que tentavam arruinar plantações e vinhedos ou espalhar doenças entre rebanhos e gado. Os termos das frequentes referências em Horácio a Canídia ilustram o ódio em que as feiticeiras eram mantidas. Sob o Império, no século III, o castigo de queimar vivo era decretado pelo Estado contra bruxas que tramavam a morte alheia por meio de seus encantamentos. No entanto, durante todo o tempo, a legislação normal condenou totalmente a bruxaria e suas obras, enquanto as leis não foram meramente cumpridas ao pé da letra, mas reforçadas por imperadores como Cláudio, Vitélio e Vespasiano.
No período imperial, é evidente por muitos autores latinos e pelos historiadores que Roma fervilhava de ocultistas e adivinhos, muitos dos quais, apesar da Lex Cornelia, negociavam quase abertamente em venenos e, não raro, em assassinatos. Por mais paradoxal que possa parecer, imperadores como Augusto, Tibério e Septímio Severo, enquanto baniam de seus reinos todos os videntes e necromantes e os condenavam à morte, entretinham em particular astrólogos e magos entre seu séquito, consultando sua arte em cada ocasião importante, e muitas vezes até mesmo nos assuntos cotidianos e comuns da vida. Esses processos são significativos, pois estabelecem que e a proibição sob penas mais severas, a própria sentença de morte por bruxaria não era comprovadamente um produto do cristianismo, mas há muito era empregada entre as sociedades politeístas.
A legislação eclesiástica seguiu um curso semelhante, mas mais brando. O Concílio de Elvira (306), Cânon 6, recusou o santo Viático a quem tivesse matado um homem por um "per maleficium", traduzido como "efeito visível de má intenção" e acrescenta a razão pela qual tal crime não poderia ser efetuado "sem idolatria"; o que provavelmente significa sem a ajuda do diabo, adoração ao diabo e idolatria sendo então termos conversíveis. Da mesma forma, o cânon 24 do Concílio de Ancira (314) impõe cinco anos de penitência àqueles que consultam mágicos, e aqui novamente a ofensa é tratada como sendo uma participação prática no paganismo. Esta legislação representou a mente da Igreja por muitos séculos. Penalidades semelhantes foram decretadas no conselho oriental em Trullo (692), enquanto alguns cânones irlandeses antigos no extremo oeste tratavam a feitiçaria como um crime a ser punido com excomunhão até que a penitência adequada fosse realizada.
Os primeiros códigos legais da maioria das nações europeias contêm leis dirigidas contra a feitiçaria. Assim, por exemplo, o documento mais antigo da legislação franca, a lei sálica, que foi reduzida a forma escrita e promulgada sob Clóvis, falecido em 27 de novembro de 511, pune com várias multas aqueles que praticam magia, especialmente quando isso pode ser comprovado. que o acusado lançou uma maldição mortal ou amarrou o Nó da Bruxa. As leis dos visigodos, que até certo ponto se baseavam na lei romana, puniam com a morte as bruxas que matavam qualquer pessoa com seus feitiços; enquanto a bruxaria persistente e obstinada, se totalmente comprovada, foi castigada com sentenças tão severas como escravidão perpétua.

### Cristianização e Início da Idade Média
O Pactus Legis Alamannorum, um código de leis do início do século VII da confederação Alamana de tribos germânicas, lista a bruxaria como um crime punível em igualdade de condições com o envenenamento. Se um homem livre acusar uma mulher livre de bruxaria ou envenenamento, o acusado pode ser absolvido por doze pessoas jurando inocência ou por um de seus parentes defendendo-a em um julgamento por combate. Neste caso, o acusador é obrigado a pagar uma multa (Pactus Legis Alamannorum 13). Carlos, o Grande, prescreveu a pena de morte para quem queimasse bruxas.
Com a cristianização, a crença na bruxaria passou a ser vista como superstição. O Concílio de Leptinnes em 744 elaborou uma "Lista de Superstições", que proibiu o sacrifício aos santos e criou uma fórmula batismal que exigia que se renunciasse às obras dos demônios, nomeando especificamente Thor e Odin. A perseguição à feitiçaria, no entanto, persistiu durante a maior parte do Início da Idade Média, até o século X.
Quando Carlos Magno impôs o cristianismo ao povo da Saxônia em 789, ele proclamou:

Se alguém, enganado pelo Diabo, acreditar, como é costume entre os pagãos, que qualquer homem ou mulher seja uma bruxa da noite e coma homens, e por isso queimar essa pessoa até a morte... ele será executado.

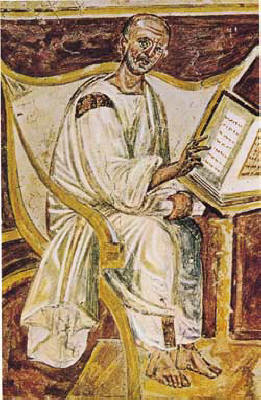
O mais antigo retrato conhecido de Santo Agostinho em um afresco do século VI, Latrão, Roma

Da mesma forma, o código lombardo de 643 afirma:

Que ninguém presuma matar uma empregada estrangeira ou escrava como bruxa, pois isso não é possível, nem deve ser acreditado pelas mentes cristãs.
Isso está de acordo com o pensamento de Santo Agostinho de Hipona, que ensinava que a feitiçaria não existia e que a crença nela era herética.
Em 814, Luís, o Piedoso, após sua ascensão ao trono, começou a tomar medidas muito ativas contra todos os feiticeiros e necromantes, e foi devido à sua influência e autoridade que o Concílio de Paris em 829 apelou aos tribunais seculares para realizar qualquer das tais sentenças que os Bispos possam pronunciar. A consequência foi que, a partir desse momento, a pena de bruxaria era a morte, e há evidências de que, se a autoridade constituída, seja eclesiástica ou civil, parecesse diminuir seus esforços, a população faria justiça com as próprias mãos com resultados muito mais terríveis.
Na Inglaterra, os primeiros penitenciais preocupam-se muito com a repressão das cerimônias pagãs, que sob o disfarce das festividades cristãs eram amplamente praticadas no Natal e no Ano Novo. Esses ritos estavam intimamente ligados à bruxaria e, especialmente, S. Theodore, S. Aldhelm, Ecgberht de York e outros prelados proíbem o disfarce de animal com chifres, veado ou touro, que S. Cesário de Arles havia denunciado como uma "tradição suja", um "costume maligno", uma "abominação mais hedionda". As leis do rei Æthelstan (924–40), correspondentes às primeiras leis francesas, puniam qualquer pessoa que lançasse um feitiço que resultasse em morte, extraindo a pena extrema.
Entre as leis atribuídas ao rei picto Cináed mac Ailpin (governou de 843 a 858), "é um estatuto importante que decreta que todos os feiticeiros e bruxas, e aqueles que invocam espíritos, "e usam para buscar ajuda neles, que sejam queimados até a morte". Mesmo assim, obviamente não era uma nova penalidade, mas a confirmação legal de uma punição estabelecida há muito tempo. Assim, as bruxas de Forres que tentaram matar o rei Duffus no ano de 968 pela velha maldição de derreter lentamente uma imagem de cera, quando descobertas, foram de acordo com a lei queimadas na fogueira."

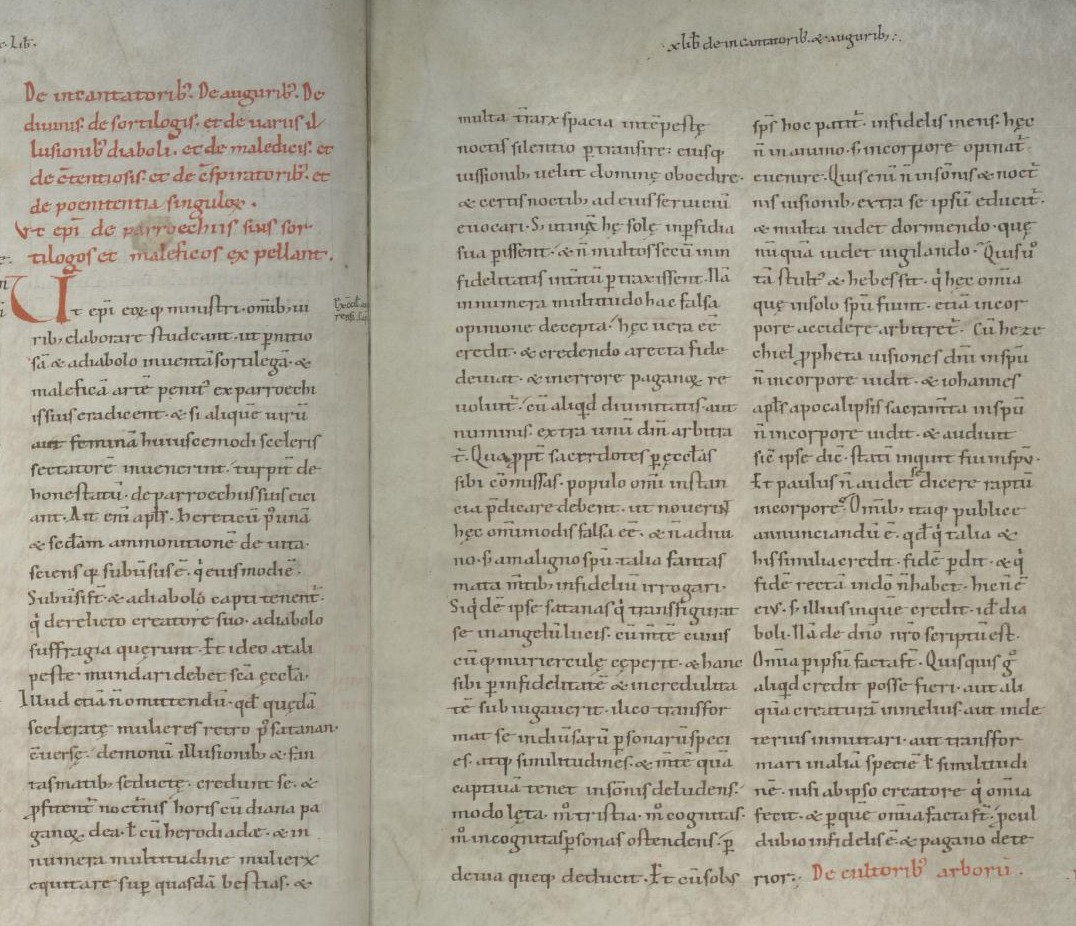
O texto do cânon Episcopi em Hs. 119 (Colônia), um manuscrito do Decretum Burchardi datado de ca. 1020.

O Canon Episcopi, que foi escrito por volta de 900 d.C. (embora supostamente datado de 314 d.C.), mais uma vez seguindo os ensinamentos de Santo Agostinho, declarou que as bruxas não existiam e que qualquer um que acreditasse nelas era um herege. A passagem crucial do Canon Episcopi diz o seguinte:
Também não se deve omitir que algumas mulheres desenfreadas, pervertidas por Satanás, seduzidas por ilusões e fantasmas de demônios, acreditam e professam abertamente que, na calada da noite, montam certas bestas com a deusa pagã Diana, com inúmeras hordas de mulheres, e no silêncio da calada da noite para voar sobre vastas extensões do país, e obedecer seus comandos como sua amante, e serem convocadas para seu serviço em outras noites. Mas seria bom se elas perecessem sozinhas em sua infidelidade e não atraíssem tantos outros para o poço de sua falta de fé. Pois uma multidão inumerável, iludida por essa falsa opinião, acredita que isso seja verdade e, assim acreditando, se desvia da fé correta e recai em erros pagãos quando pensa que existe alguma divindade ou poder exceto o único Deus.
P.G. Maxwell-Stewart em The Emergence of the Christian Witch escreveu:

### As primeiras caças às bruxas modernas
As origens das acusações contra bruxas no início do período moderno estão eventualmente presentes em julgamentos contra hereges, cujos julgamentos incluem alegações de reuniões secretas, orgias e consumo de bebês. A partir do século XV, a ideia de um pacto tornou-se importante—alguém poderia ser possuído pelo Diabo e não ser responsável por suas ações, mas para ser uma bruxa, era preciso assinar um pacto com o diabo, muitas vezes para adorá-lo, o que era heresia e significa condenação. A ideia de um pacto explícito e cerimonial com o Diabo foi crucial para o desenvolvimento do conceito de bruxaria, pois forneceu uma explicação que diferenciava a figura da bruxa da do necromante ou feiticeiro instruído (cuja magia se presumia diabólica em fonte, mas com o poder de manejá-lo sendo alcançado através da aplicação rigorosa de estudo e ritual complexo). Um aumento na prática da necromancia no século XII, estimulado por um influxo de textos sobre magia e diabolismo do mundo islâmico, alertou as autoridades clericais sobre os perigos potenciais da magia maléfica. Essa preocupação elevada foi lentamente expandida para incluir a bruxa comum, mas os clérigos precisavam de uma explicação de por que plebeus sem instrução podiam realizar proezas de feitiçaria diabólica que rivalizavam com as dos necromantes mais experientes e instruídos. A ideia de que as bruxas ganharam seus poderes por meio de um pacto com o Diabo forneceu uma explicação satisfatória e permitiu que as autoridades desenvolvessem uma mitologia através da qual pudessem projetar acusações de crimes anteriormente associados a várias seitas heréticas (orgias incestuosas, canibalismo, infanticídio ritual e o adoração de familiares demoníacos) para a ameaça emergente de feitiçaria diabólica. Esse pacto e a cerimônia que o acompanhava tornaram-se amplamente conhecidos como o sabbat das bruxas.

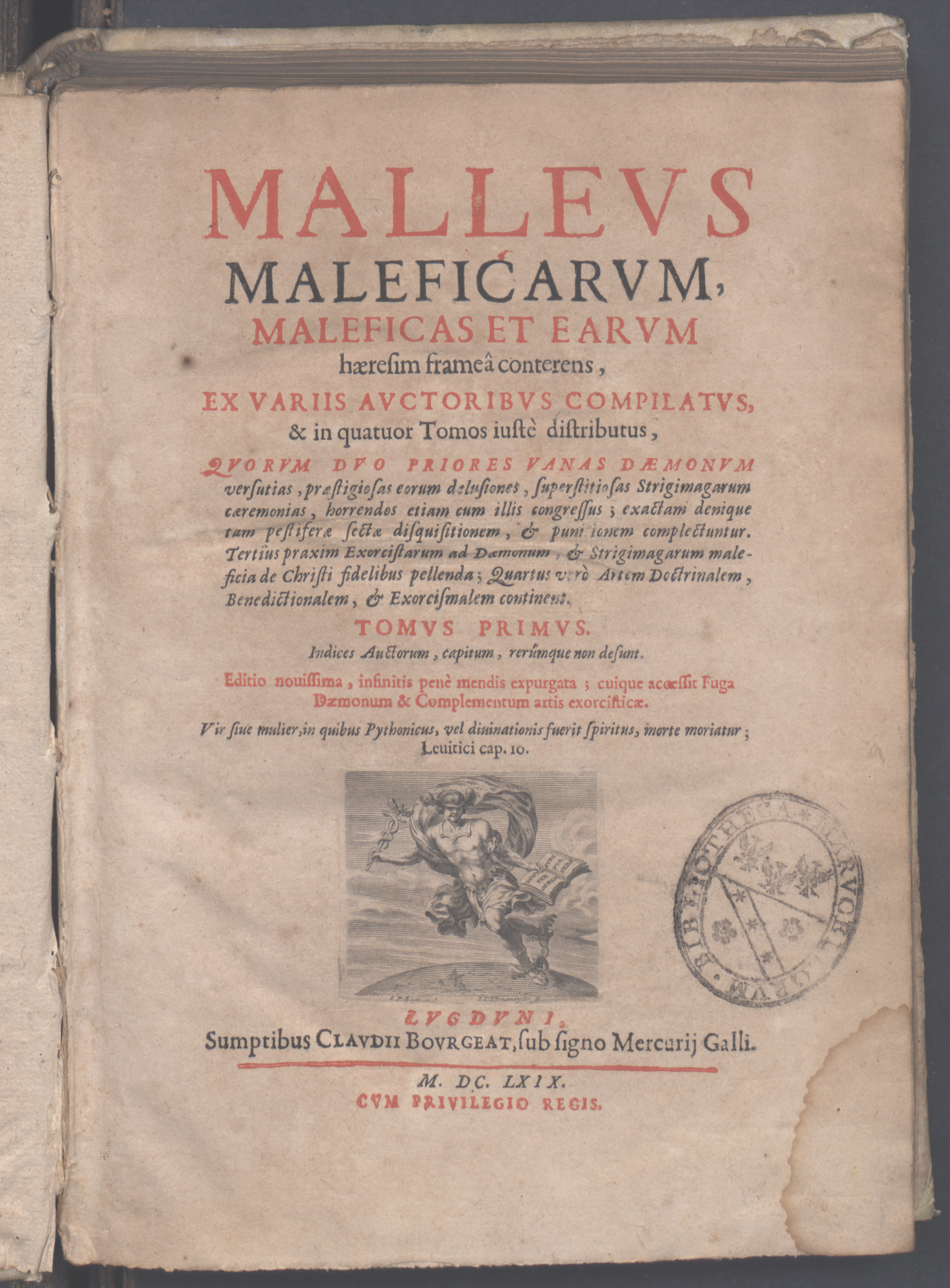
O Malleus Maleficarum foi influente nos julgamentos das bruxas europeias no século XVII

Por volta de 1300, os elementos estavam prontos para uma caça às bruxas e, durante o próximo século e meio, o medo das bruxas se espalhou gradualmente por toda a Europa. No final da Idade Média (cerca de 1450), o medo tornou-se uma mania que durou mais de 200 anos. À medida que se espalhava a noção de que toda magia envolvia um pacto com o Diabo, as sanções legais contra a bruxaria se tornavam mais duras. Cada nova condenação reforçava as crenças nos métodos (tortura e interrogatório pontual) usados para obter confissões e na lista de acusações que essas "bruxas" confessaram. A ascensão da mania das bruxas foi concomitante com a ascensão da magia renascentista nos grandes humanistas da época (isso era chamado de Alta Magia, e os neoplatônicos e aristotélicos que a praticavam se esforçaram para insistir que era sábio e benevolente e nada como Bruxaria), que ajudou a aumentar a mania. A bruxaria era considerada a pior das heresias, e o ceticismo inicial lentamente desapareceu de vista quase completamente.
No início do século XIV, muitas acusações foram feitas contra clérigos e outras pessoas eruditas que eram capazes de ler e escrever magia; O Papa Bonifácio VIII (falecido em 1303) foi julgado postumamente por apostasia, assassinato e sodomia, além de supostamente ter feito um pacto com o Diabo (enquanto papas já haviam sido acusados de crimes antes, a acusação de demonolatria era nova). Os Templários também foram julgados como hereges invocadores do Diabo em 1305-14. Os anos intermediários do século 14 foram mais tranquilos, mas no final do século as acusações aumentaram e foram feitas contra pessoas comuns com mais frequência. Em 1398, a Universidade de Paris declarou que o pacto demoníaco poderia estar implícito; nenhum documento precisa ser assinado, pois o mero ato de convocar um demônio constitui um pacto implícito. Dezenas de milhares de provações continuaram na Europa, geração após geração; William Shakespeare escreveu sobre as infames "Três Bruxas" em sua tragédia Macbeth durante o reinado de Jaime I, que era conhecido por sua implacável acusação de bruxaria.
As acusações contra as bruxas eram quase idênticas às levantadas pelos pagãos do século III contra os primeiros cristãos:

Nos capítulos 6–11 de Otávio, Cecílio, o oponente pagão do cristianismo, acusa os cristãos de rejeitar as crenças ancestrais e de não conseguir imitar a piedade dos romanos (cap. 6), de não entender a comunicação dos deuses com os humanos ( cap. 7), de negar a existência de muitos deuses e aceitar apenas a escória da sociedade, as pessoas mais vergonhosas, em suas assembléias e organizar reuniões secretas, noturnas e terríveis (cap. 8). Eles praticam atividade sexual indiscriminada, adoram a cabeça de um asno, adoram os órgãos genitais de seus sacerdotes e iniciam noviços fazendo-os matar bebês e canibalizá-los (cap. 9). Seus ritos são mantidos em segredo e eles não têm templos (cap. 10). Finalmente, eles são uma seita subversiva que ameaça a estabilidade do mundo inteiro (cap. 11).
A mania ganhou força no século XV e, em 1486, Heinrich Kramer, membro da Ordem Dominicana, publicou o Malleus Maleficarum (o 'Martelo contra as Bruxas'). Este livro foi banido pela Igreja em 1490 e os estudiosos não estão claros sobre o quão influente o Malleus foi em sua época. Menos de cem anos depois de ter sido escrito, o Conselho do Inquisidor Geral na Espanha descartou a credibilidade do Malleus por conter inúmeros erros.
A perseguição continuou durante a Reforma Protestante no século 16, e os protestantes e os católicos continuaram os julgamentos de bruxas com vários números de execuções de um período para o outro. O "Código Carolino", o código de direito básico do Sacro Império Romano (1532) impôs pesadas penalidades à bruxaria. À medida que a sociedade se tornou mais alfabetizada (principalmente devido à invenção da imprensa na década de 1440), um número crescente de livros e folhetos alimentou os temores das bruxas.
A mania atingiu seu auge entre 1560 e 1660. Depois de 1580, os jesuítas substituíram os dominicanos como os principais caçadores de bruxas católicos, e o católico Rodolfo II (1576-1612) presidiu uma longa perseguição na Áustria. As montanhas de Jura, no sul da Alemanha, proporcionaram uma pequena pausa na insanidade; lá, a tortura era imposta apenas dentro dos limites precisos do Código Carolino de 1532, pouca atenção era dada às acusações de ou por crianças e as acusações tinham que ser feitas abertamente antes que um suspeito pudesse ser preso. Essas limitações continham a mania nessa área.
As freiras de Loudun (1630), novelizadas por Aldous Huxley e transformadas em filme por Ken Russell, fornecem um exemplo da mania durante esse período. As freiras haviam conspirado para acusar o padre Urbain Grandier de bruxaria, fingindo sintomas de possessão e tormento; fingiam convulsões, rolavam e tagarelavam no chão e acusavam Grandier de indecência. Grandier foi condenado e queimado; no entanto, depois que a trama foi bem-sucedida, os sintomas das freiras só pioraram e elas se tornaram cada vez mais sexuais por natureza. Isso atesta o grau de mania e insanidade presente em tais julgamentos de bruxas.
Em 1687, Luís XIV emitiu um édito contra a bruxaria que era bastante moderado em comparação com os anteriores; ignorou gatos pretos e outras fantasias sinistras da mania das bruxas. Depois de 1700, o número de bruxas acusadas e condenadas caiu rapidamente.

#### Na Grã-Bretanha

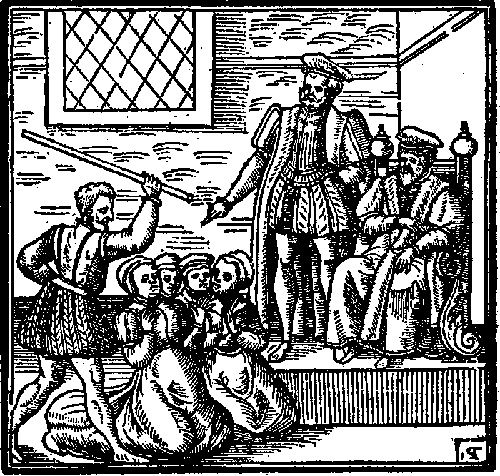
Ilustração de bruxas, talvez sendo torturadas diante de Jaime VI, de sua Daemonologie (1597)

Na Inglaterra, Escócia e País de Gales houve uma sucessão de Leis de Bruxaria começando com a Lei de Henrique VIII de 1542. Eles governaram a bruxaria e estabeleceram penalidades para sua prática ou—depois de 1700—para fingir praticá-la.
No País de Gales, os julgamentos de bruxaria aumentaram nos séculos XVI e XVII, depois que o medo foi importado da Inglaterra. Houve um alarme crescente sobre a magia das mulheres como uma arma apontada contra o estado e a igreja. A Igreja fez maiores esforços para impor a lei canônica do casamento, especialmente no País de Gales, onde a tradição permitia uma ampla gama de parcerias sexuais. Havia também uma dimensão política, pois acusações de bruxaria eram feitas contra os inimigos de Henrique VII, que exercia cada vez mais controle sobre o País de Gales.
Os registros dos Tribunais de Grandes Sessões do País de Gales, 1536–1736 mostram que o costume galês era mais importante do que a lei inglesa. O costume fornecia uma estrutura para responder às bruxas e à feitiçaria de tal forma que a harmonia interpessoal e comunitária fosse mantida, mostrando respeito à importância da honra, posição social e status cultural. Mesmo quando considerado culpado, a execução não ocorreu.
Tornando-se rei em 1603, Jaime I trouxe para a Inglaterra e a Escócia explicações continentais sobre bruxaria. Ele estabeleceu o Ato de Bruxaria de 1604, muito mais rígido, que o tornou um crime sob a lei comum. Um dos objetivos era afastar as suspeitas da homossocialidade masculina entre a elite e focar o medo nas comunidades femininas e em grandes reuniões de mulheres. Ele pensou que eles ameaçavam seu poder político, então ele lançou as bases para as políticas de bruxaria e ocultismo, especialmente na Escócia. A questão era que uma crença generalizada na conspiração das bruxas e no sabbat das bruxas com o diabo privava as mulheres de influência política. O poder oculto era supostamente uma característica feminina porque as mulheres eram mais fracas e mais suscetíveis ao diabo.
As atitudes iluministas depois de 1700 ridicularizaram as crenças nas bruxas. A Lei da Bruxaria de 1735 marcou uma reversão completa nas atitudes. As penalidades para a prática de bruxaria como tradicionalmente constituída, que na época era considerada por muitas figuras influentes como um crime impossível, foram substituídas por penalidades para a simulação de bruxaria. Uma pessoa que afirmasse ter o poder de invocar espíritos, ou prever o futuro, ou lançar feitiços, ou descobrir o paradeiro de bens roubados, deveria ser punida como vagante e vigarista, sujeita a multas e prisão.
No norte da Inglaterra, a superstição persiste em uma extensão quase inconcebível. Lancashire está repleta de feiticeiros, um grupo de charlatães, que pretendem curar doenças infligidas pelo diabo ... O feiticeiro aludido é mais conhecido pelo nome de homem astuto e tem uma grande prática nos condados de Lincoln e Nottingham.
Os historiadores Keith Thomas e seu aluno Alan Macfarlane estudam a bruxaria combinando pesquisa histórica com conceitos extraídos da antropologia. Eles argumentaram que a bruxaria inglesa, como a bruxaria africana, era endêmica e não epidêmica. As mulheres idosas eram os alvos favoritos porque eram membros marginais e dependentes da comunidade e, portanto, mais propensas a despertar sentimentos de hostilidade e culpa, e menos propensas a ter defensores importantes dentro da comunidade. As acusações de bruxaria foram a reação da aldeia ao colapso de sua comunidade interna, juntamente com o surgimento de um novo conjunto de valores que estava gerando estresse psíquico.

#### País de Gales

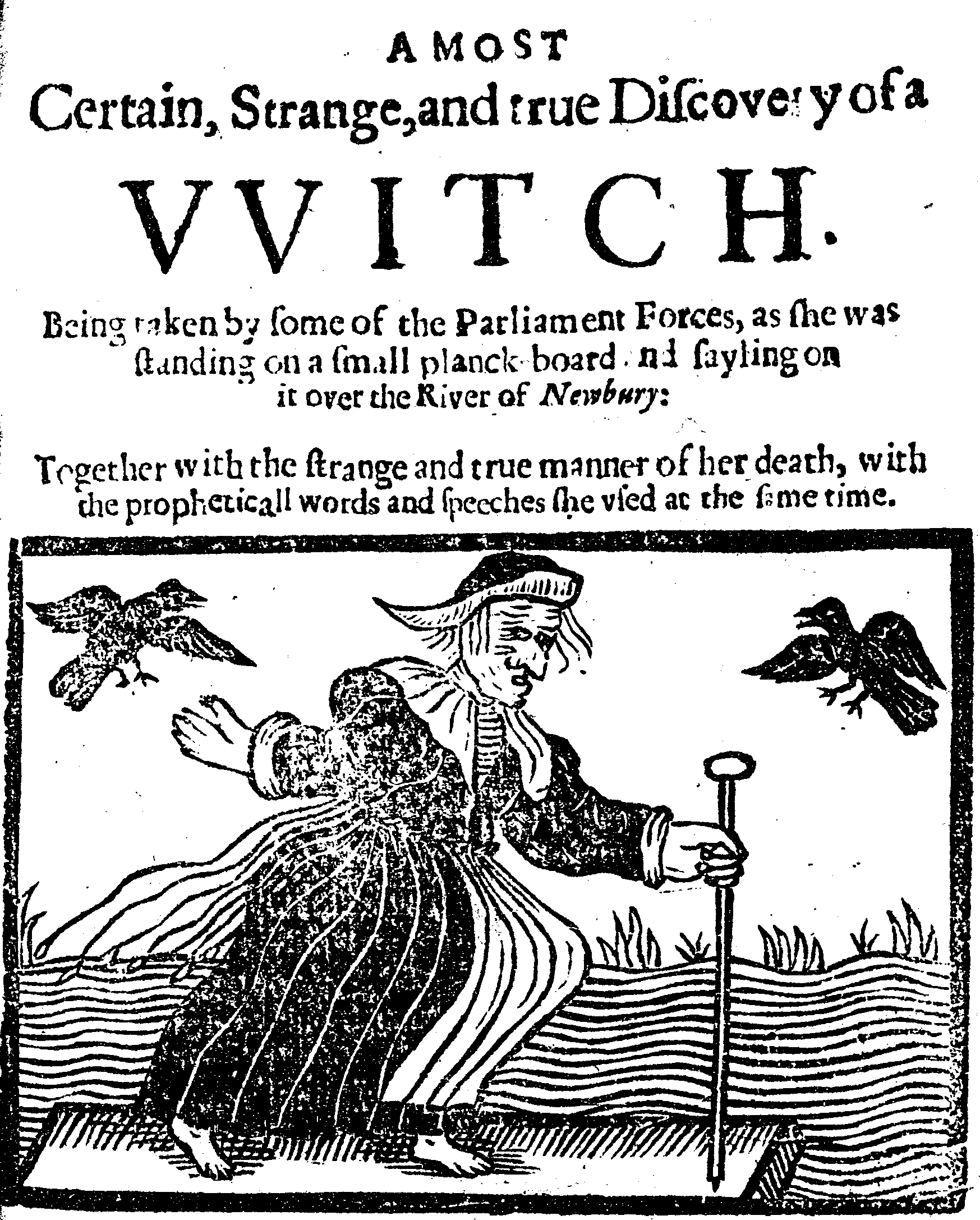
A most certain, strange and true discovery of a witch. Being taken by some of the Parliament forces, as she was standing on a small planck board and sayling on it over the river of Newbury. Londres, John Hammond, 1643

No País de Gales, o medo da bruxaria aumentou por volta do ano 1500. Houve um alarme crescente sobre a magia das mulheres como uma arma apontada contra o estado e a igreja. A Igreja fez maiores esforços para impor a lei canônica do casamento, especialmente no País de Gales, onde a tradição permitia uma ampla gama de parcerias sexuais. Havia também uma dimensão política, pois acusações de bruxaria eram feitas contra os inimigos de Henrique VII, que exercia cada vez mais controle sobre o País de Gales. Em 1542, o primeiro de muitos Atos de Feitiçaria foi aprovado definindo a bruxaria como um crime punível com a morte e o confisco de propriedade.
Os registros dos Tribunais de Grandes Sessões do País de Gales, 1536–1736 mostram que o costume galês era mais importante do que a lei inglesa. O costume fornecia uma estrutura para responder às bruxas e à feitiçaria de tal forma que a harmonia interpessoal e comunitária fosse mantida. Mesmo quando considerado culpado, a execução não ocorreu.

#### Escócia e Inglaterra
Tornando-se rei em 1567, Jaime VI e I trouxeram para a Inglaterra e a Escócia explicações continentais sobre bruxaria. Seu objetivo era afastar as suspeitas da homossocialidade masculina entre a elite e concentrar o medo nas comunidades femininas e em grandes reuniões de mulheres. Ele pensou que eles ameaçavam seu poder político, então ele lançou as bases para as políticas de bruxaria e ocultismo, especialmente na Escócia. A questão era que uma crença generalizada na conspiração das bruxas e no sabat das bruxas com o diabo privava as mulheres de influência política. O poder oculto era supostamente uma característica feminina porque as mulheres eram mais fracas e mais suscetíveis ao diabo.

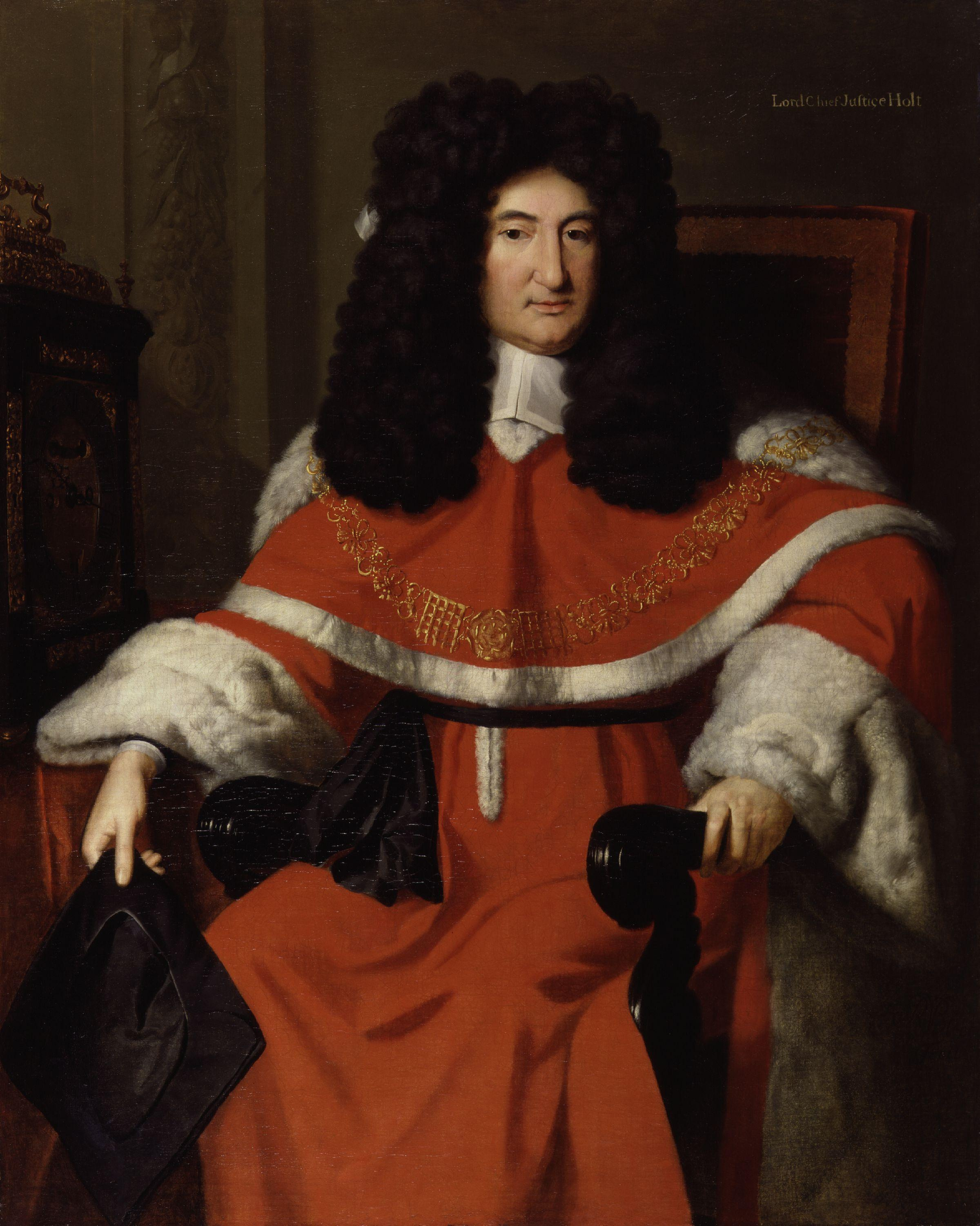
Lorde Chefe de Justiça da Inglaterra Sir John Holt por Richard van Bleeck, c. 1700. Holt influenciou muito o fim dos processos por bruxaria na Inglaterra. National Portrait Gallery, Londres.

As últimas pessoas conhecidas por terem sido executadas por bruxaria na Inglaterra foram as chamadas bruxas de Bideford em 1682. A última pessoa executada por bruxaria na Grã-Bretanha foi Janet Horne, na Escócia, em 1727. A Lei de Bruxaria de 1735 aboliu a pena de execução por bruxaria, substituindo-a pela prisão. Este ato foi revogado pela Fraudulent Mediums Act 1951.

#### Na Itália
Uma fonte particularmente rica de informações sobre bruxaria na Itália antes da eclosão da Grande Caça às Bruxas da Renascença são os sermões do popular pregador franciscano Bernardino de Siena (1380-1444), que via a questão como uma das questões morais e desafios sociais de sua época e, assim, pregou muitos sermões sobre o assunto, inspirando muitos governos locais a agir contra o que ele chamou de "servos do Diabo". Como na maioria dos países europeus, as mulheres na Itália eram mais suspeitas de bruxaria do que os homens. As mulheres eram consideradas perigosas devido à sua suposta instabilidade sexual, como quando estavam excitadas, e também devido aos poderes de seu sangue menstrual.
No século XVI, a Itália teve uma alta parcela de julgamentos de bruxaria envolvendo magia do amor. O país tinha um grande número de solteiros devido aos homens que se casaram mais tarde em suas vidas durante esse período. Isso deixou muitas mulheres em uma busca desesperada pelo casamento, deixando-as vulneráveis à acusação de bruxaria, quer participassem ou não. Registros de julgamento da Inquisição e tribunais seculares descobriram uma ligação entre prostitutas e práticas sobrenaturais. As prostitutas profissionais eram consideradas especialistas no amor e, portanto, sabiam fazer poções do amor e lançar feitiços relacionados ao amor. Até 1630, a maioria das mulheres acusadas de bruxaria eram prostitutas. Uma cortesã foi questionada sobre seu uso de magia devido ao seu relacionamento com homens poderosos na Itália e sua riqueza. A maioria das mulheres acusadas também foram consideradas "forasteiras" porque eram pobres, tinham práticas religiosas diferentes, falavam uma língua diferente ou simplesmente eram de outra cidade/município/região. Cassandra de Ferrara, Itália, ainda era considerada estrangeira porque não era nativa de Roma, onde residia. Ela também não era vista como uma cidadã modelo porque seu marido estava em Veneza.
Dos séculos XVI ao XVIII, a Igreja Católica impôs a disciplina moral em toda a Itália. Com a ajuda de tribunais locais, como o de Veneza, as duas instituições investigaram os comportamentos religiosos de uma mulher acusada de bruxaria.

#### Na Espanha
A Galiza na Espanha é apelidada de "Terra das Bruxas" devido às suas origens mitológicas envolvendo seu povo, cultura e sua terra. O País Basco também sofreu perseguições contra as bruxas, como o caso das Bruxas de Zugarramurdi, seis das quais foram queimadas em Logroño em 1610, ou a caça às bruxas no País Basco francês no ano anterior, queimando na fogueira oitenta supostos bruxos. Isso se reflete nos estudos de José Miguel de Barandiarán e Julio Caro Baroja. A cidade de Zalla é apelidada de "Cidade das Bruxas".

## Alucinógenos e bruxaria

### Argumentos a favor
Um número de pesquisadores modernos defendem a existência de plantas alucinógenas na prática da bruxaria europeia; entre eles, os antropólogos Edward B. Taylor, Bernard Barnett, Michael J. Harner e Julio C. Baroja e farmacologistas Louis Lewin e Erich Hesse. Muitos escritores medievais também comentam sobre o uso de plantas alucinógenas em pomadas de bruxas, incluindo Joseph Glanvill, Jordanes de Bergamo, Sieur de Beauvoys de Chauvincourt, Martin Delrio, Raphael Holinshed, Andrés Laguna, Johannes Nider, Sieur Jean de Nynald, Henry Boguet, Giovanni Porta, Nicholas Rémy, Bartolommeo Spina, Richard Verstegan, Johann Vincent e Pedro Ciruelo.
Grande parte do conhecimento sobre fitoterapia na feitiçaria europeia vem dos inquisidores espanhóis e outras autoridades, que ocasionalmente reconheceram a natureza psicológica da "fuga das bruxas", mas mais frequentemente consideravam os efeitos das pomadas das bruxas como demoníacos ou satânicos.

### Padrões de uso

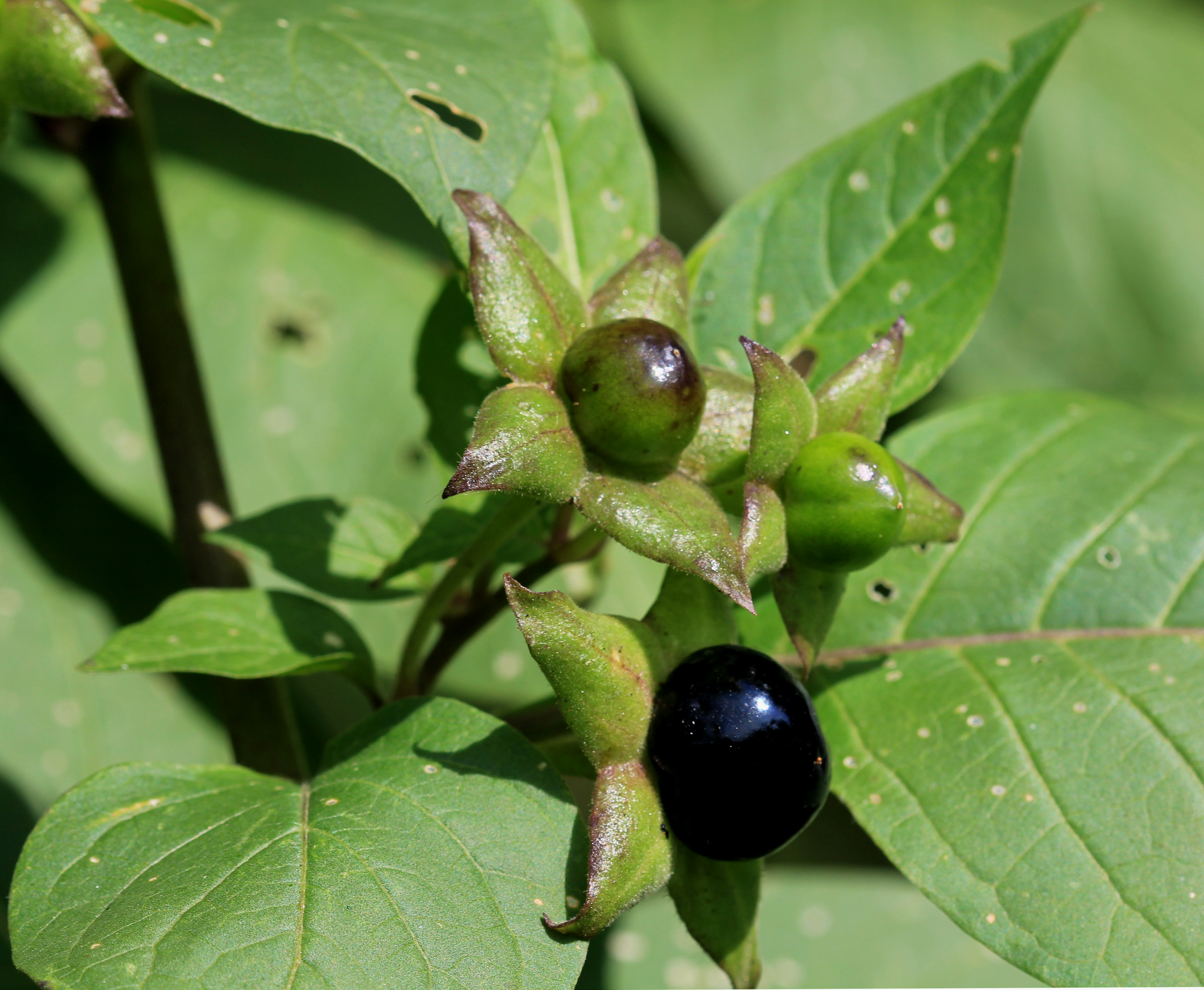
Frutos de belladonna

Decocções de beladonas delirantes (como meimendro, beladona, mandrágora ou datura) eram usadas na bruxaria europeia. Todas essas plantas contêm alcaloides alucinógenos da família dos tropanos, incluindo hiosciamina, atropina e escopolamina—a última das quais é única por poder ser absorvida pela pele. Essas misturas são descritas na literatura como pomadas, cremes, soros, filtros, óleos e unguentos. As pomadas eram aplicadas principalmente por fricção na pele, especialmente em áreas sensíveis—axilas, região pubiana, a testa, as membranas mucosas da vagina e do ânus, ou em áreas previamente esfregadas. Eles costumavam ser aplicados primeiro a um "veículo" a ser "montado" (um objeto como uma vassoura, forcado, cesta ou pele de animal que era esfregada contra a pele sensível). Todas essas misturas foram feitas e usadas com o propósito de dar à bruxa habilidades especiais para comungar com espíritos, transformar-se em animais (licantropia), ganhar amor, ferir inimigos, experimentar euforia e prazer sexual, e—o mais importante—"voar para o sabbat das bruxas".

## Posição da Igreja

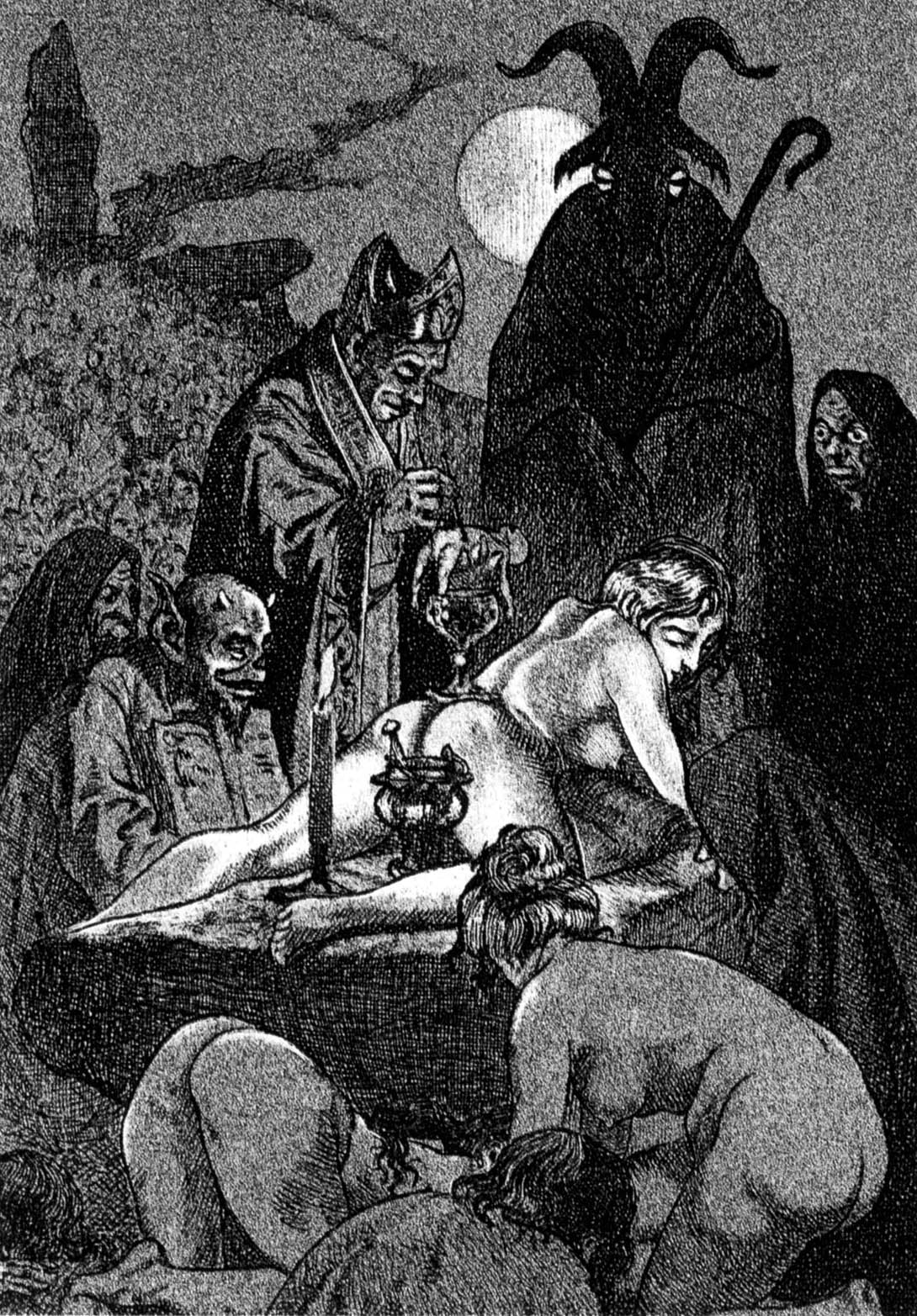
Ilustração de Martin van Maële, de um Sabbat de Bruxas, na edição de 1911 de La Sorcière por Jules Michelet

As bruxas não eram distorções cristãs localizadas de pagãos, mas pessoas que alegavam ter a capacidade e a vontade de empregar efeitos sobrenaturais para fins malignos. Essa crença é familiar em outras culturas e foi parcialmente herdada do paganismo. A crença de que as bruxas eram originalmente puramente benignas não deriva de nenhuma fonte textual antiga. A referência escrita mais antiga às bruxas como tais, nas homilias de Ælfric, retrata-as como malignas. A tendência de percebê-las como curandeiras começa apenas no século XIX, com Jules Michelet cujo romance La Sorcière, publicado em 1862, postulou pela primeira vez uma bruxa benigna.
Era do interesse da Igreja, à medida que ela se expandia, suprimir todas as metodologias pagãs concorrentes de magia. Isso só poderia ser feito apresentando uma cosmologia em que os milagres cristãos fossem legítimos e críveis, enquanto os não-cristãos eram "do diabo". Daí a seguinte lei:
Ensinamos que todo sacerdote extinguirá o paganismo e proibirá wilweorthunga (adoração à fonte), licwiglunga (encantamentos dos mortos), hwata (presságios), galdra (magia), adoração ao homem e as abominações que os homens praticam em vários tipos de feitiçaria, e em frithspottum (recintos de paz) com olmos e outras árvores, e com pedras, e com muitos fantasmas.— Fonte: 16ª lei canônica promulgada sob o rei Edgar, século X d.C.
Enquanto as pessoas comuns estavam cientes da diferença entre bruxas, que consideravam dispostas a realizar ações malignas, como maldições, e pessoas astutas que evitavam o envolvimento em tais atividades, a Igreja tentou apagar a distinção. Da mesma forma que as religiões não-cristãs culturalmente distintas foram todas agrupadas e denominadas meramente "pagãs", também toda a magia foi agrupada como igualmente pecaminosa e abominável. A Demonologie de Jaime I explicitamente condena todos os mágicos como igualmente culpados do mesmo crime contra Deus.

## Personagem padrão da bruxa

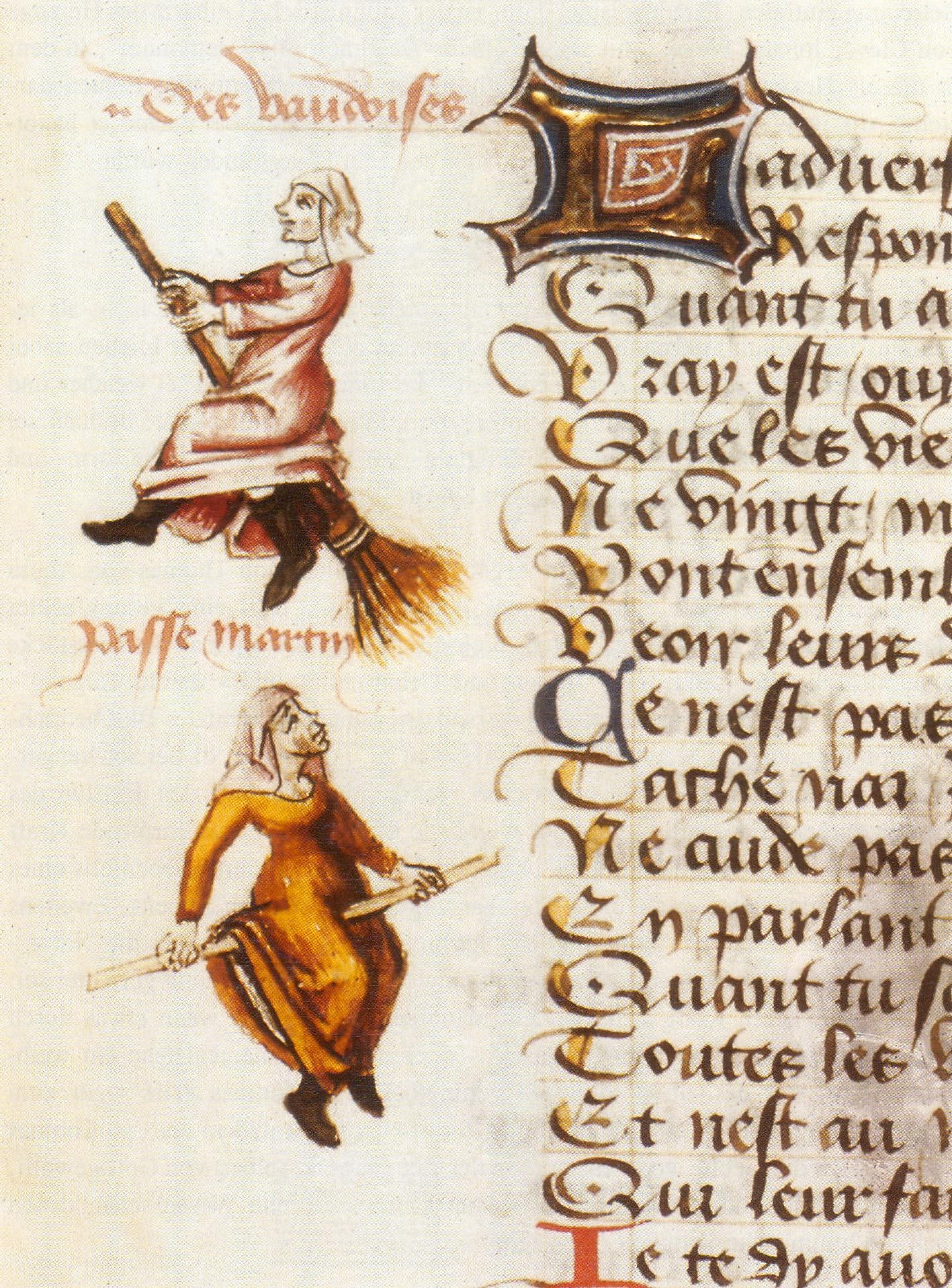
Decorações marginais de "des vaudoises" em Le champion des dames, por Martin Le France, 1451

A caracterização da bruxa na Europa não é derivada de uma única fonte. A conhecida bruxa do folclore e da superstição popular é uma combinação de numerosas influências.
No final da Idade Média, as crenças recorrentes sobre as bruxas eram:

1. O passeio à noite
2. O pacto com o diabo
3. O repúdio formal ao cristianismo
4. O encontro noturno secreto
5. A profanação da Eucaristia e do crucifixo
6. A orgia
7. Infanticídio sacrificial e
8. Canibalismo

O Malleus Maleficarum (1486) declarou que os quatro pontos essenciais da feitiçaria eram a renúncia à fé católica, a devoção de corpo e alma ao mal, a oferta de crianças não batizadas ao Diabo, e envolvendo-se em orgias que incluíam relações sexuais com o Diabo; além disso, as bruxas eram acusadas de mudar de forma, voar pelo ar, abusar dos sacramentos cristãos e preparar pomadas mágicas.
As bruxas foram creditadas com uma variedade de poderes mágicos. Estes se enquadram em duas grandes categorias: aqueles que explicam a ocorrência do infortúnio e são, portanto, baseados em eventos reais, e aqueles que são totalmente fantásticos.

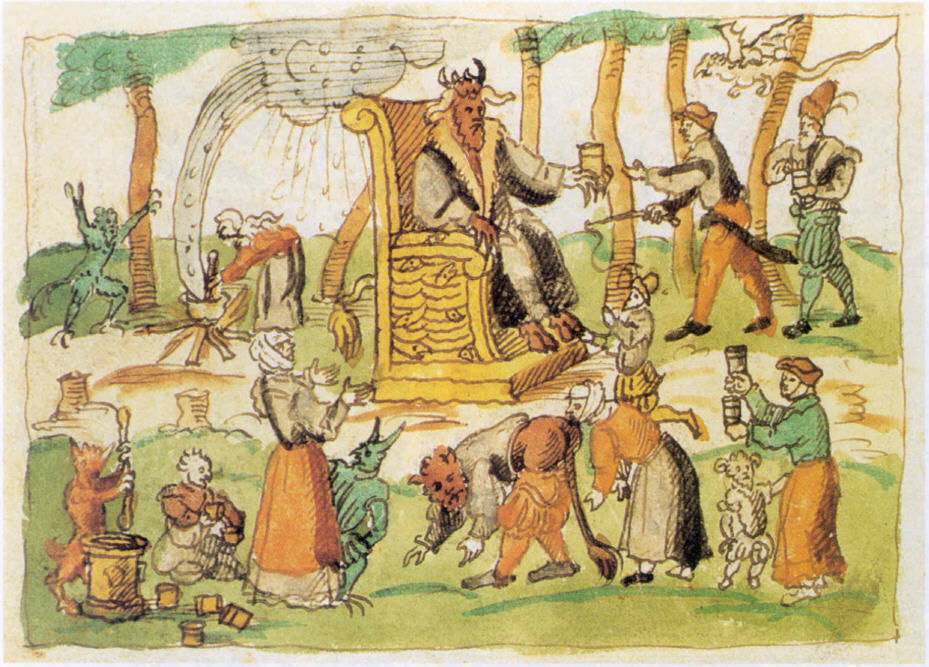
Representação das reuniões sabáticas das crônicas de Johann Jakob Wick

A primeira categoria inclui os poderes de causar impotência, azedar o leite, matar pessoas, causar doenças, provocar tempestades, provocar o natimorto de bebês, impedir que as vacas dêem leite, impedir que as galinhas ponham ovos e apodrecer plantações. O segundo inclui o poder de voar no ar, mudar de forma para uma lebre, sugar espíritos familiares de verrugas, navegar em uma única prancha e talvez o mais absurdo de tudo, ir para o mar em uma casca de ovo.
Muitas vezes acreditava-se que as bruxas voavam em vassouras ou rocas, ou ocasionalmente sobre seres humanos relutantes, que seriam chamados de 'montados por bruxas'. Os cavalos encontrados suando em seus estábulos pela manhã também foram considerados enfeitiçados.
A bruxa acusada Isobel Gowdie deu o seguinte feitiço como meio de se transmutar em uma lebre:

Vou entrar em uma lebre,

Com tristeza e cuidado seco e mansamente;

E eu irei em nome do Diabo,

Assim, enquanto eu volto para casa novamente.

### Na arte

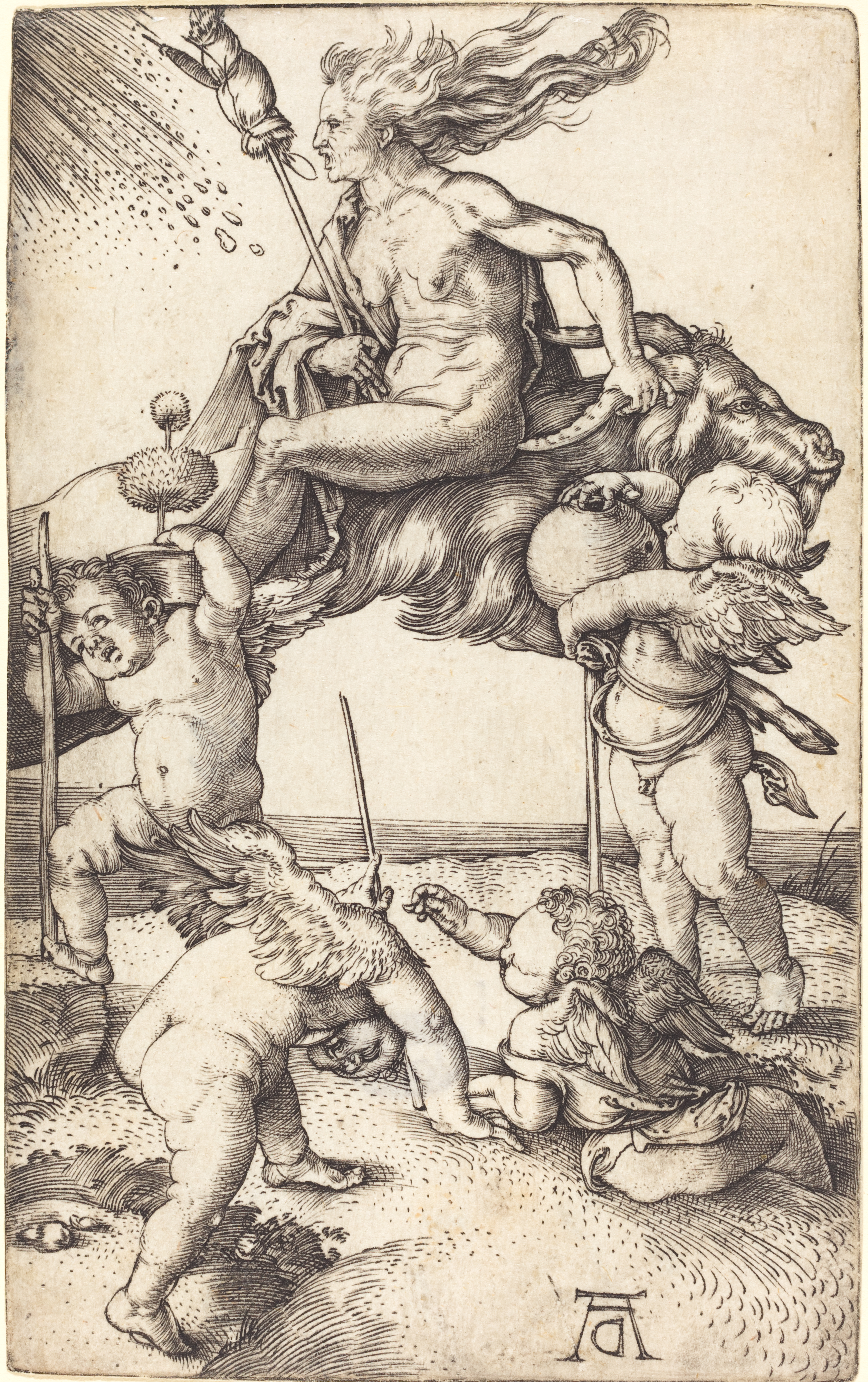
Albrecht Dürer c. 1500: Bruxa andando de costas em uma cabra

As bruxas têm uma longa história de serem retratadas na arte, embora a maioria de suas primeiras representações artísticas pareça ter se originado no início da Europa Moderna, particularmente nos períodos medieval e renascentista. Muitos estudiosos atribuem sua manifestação na arte como inspirada em textos como Canon Episcopi, uma obra de literatura centrada na demonologia, e Malleus Maleficarum, um manual de "mania das bruxas" publicado em 1487, por Heinrich Kramer e Jacob Sprenger.
O Canon Episcopi, um texto do século IX que explorou o assunto da demonologia, inicialmente introduziu conceitos que seriam continuamente associados às bruxas, como sua habilidade de voar ou sua suposta fornicação e relações sexuais com o diabo. O texto se refere a duas mulheres, Diana, a caçadora, e Herodias, que expressam a dualidade das feiticeiras. Diana foi descrita como tendo um corpo celestial e como a "protetora do parto e da fertilidade", enquanto Herodias simbolizava "sensualidade desenfreada". Elas representam, portanto, os poderes mentais e a sexualidade astuta que as bruxas usavam como armas para induzir os homens a realizar atos pecaminosos que resultariam em sua punição eterna. Essas características foram distinguidas como características semelhantes a Medusa ou semelhantes a Lâmia quando vistas em qualquer obra de arte (os truques mentais de Medusa foram associados aos poderes psíquicos de Diana, a Caçadora, e Lâmia era uma figura feminina na Idade Média, às vezes usada no lugar de Herodias).
Um dos primeiros indivíduos a retratar bruxas regularmente após a mania das bruxas do período medieval foi Albrecht Dürer, um artista renascentista alemão. Sua famosa gravura de 1497, As Quatro Bruxas, retrata quatro bruxas nuas fisicamente atraentes e sedutoras. Suas identidades sobrenaturais são enfatizadas pelos crânios e ossos deitados a seus pés, bem como pelo diabo olhando discretamente para eles à esquerda. A apresentação sensual das mulheres fala da natureza abertamente sexual à qual elas estavam ligadas no início da Europa moderna. Além disso, essa atratividade era percebida como um perigo para os homens comuns, que eles poderiam seduzir e tentar entrar em seu mundo pecaminoso. Alguns estudiosos interpretam esta peça como utilizando a lógica do Canon Episcopi, em que as mulheres usavam seus poderes mentais e sedução corporal para escravizar e levar os homens a um caminho de condenação eterna, diferindo da representação pouco atraente de bruxas que se seguiria nos anos posteriores do Renascimento.

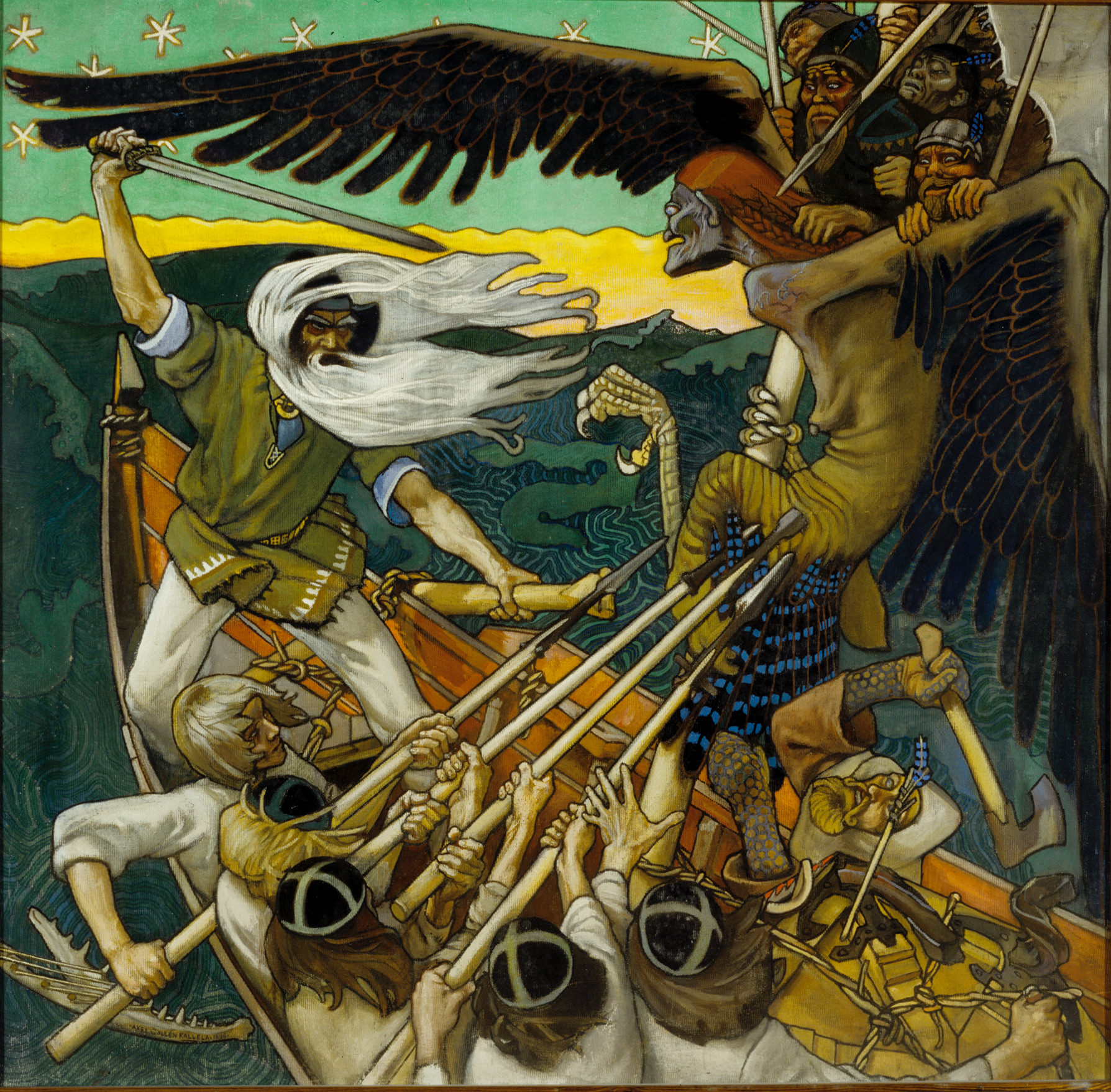
Louhi, uma poderosa e perversa bruxa rainha da terra conhecida como Pohjola na poesia épica finlandesa Kalevala, atacando Väinämöinen na forma de uma águia gigante com suas tropas nas costas. (The Defense of the Sampo, Akseli Gallen-Kallela, 1896)

Dürer também empregou outras ideias da Idade Média que eram comumente associadas às bruxas. Especificamente, sua arte frequentemente se referia à antiga iconografia medieval dos séculos XII a XIII abordando a natureza das feiticeiras. No período medieval, havia um medo generalizado de bruxas, produzindo assim uma associação de características sombrias e intimidadoras com bruxas, como o canibalismo (bruxas descritas como "[sugando] o sangue de recém-nascidos") ou descritas como tendo a capacidade de voar, geralmente nas costas de cabras pretas. Com o início do período renascentista, esses conceitos de bruxaria foram suprimidos, levando a uma mudança drástica nas aparências das feiticeiras, de seres sexualmente explícitos para as típicas donas de casa 'comuns' desse período. Essa representação, conhecida como a bruxa 'valdense', tornou-se um fenômeno cultural da arte renascentista. O termo se origina do monge do século XII, Peter Waldo, que estabeleceu sua própria seita religiosa que se opunha explicitamente ao luxo e ao estilo de vida influenciado pelas mercadorias do clero da igreja cristã, e cuja seita foi excomungada antes de ser perseguida como "praticantes de bruxaria e magia".
As obras de arte subsequentes exibindo bruxas tendiam a confiar consistentemente em estereótipos culturais sobre essas mulheres. Esses estereótipos geralmente estavam enraizados no discurso religioso do início da Renascença, especificamente na crença cristã de que uma "aliança terrena" ocorreu entre as asseclas femininas de Satanás que "conspiraram para destruir a cristandade".
Outro artista importante cuja arte consistentemente retratava bruxas foi o aprendiz de Dürer, Hans Baldung Grien, um artista alemão do século XV. Sua xilogravura em claro-escuro, Bruxas, criada em 1510, englobava visualmente todas as características que eram regularmente atribuídas às bruxas durante o Renascimento. As crenças sociais rotularam as bruxas como seres sobrenaturais capazes de causar grandes danos, possuindo a habilidade de voar e como canibais. A urna em Bruxas parece conter pedaços do corpo humano, que as bruxas consomem como fonte de energia. Enquanto isso, sua nudez durante o banquete é reconhecida como uma alusão ao seu apetite sexual, e alguns estudiosos leem a bruxa montada nas costas de um demônio-cabra como representante de seus "[poderes] indutores de voo". Essa conexão entre a natureza sexual das mulheres e os pecados foi temática nas peças de muitos artistas renascentistas, especialmente artistas cristãos, devido a crenças culturais que caracterizavam as mulheres como seres abertamente sexuais que eram menos capazes (em comparação com os homens) de resistir à tentação pecaminosa.

### Na ficção

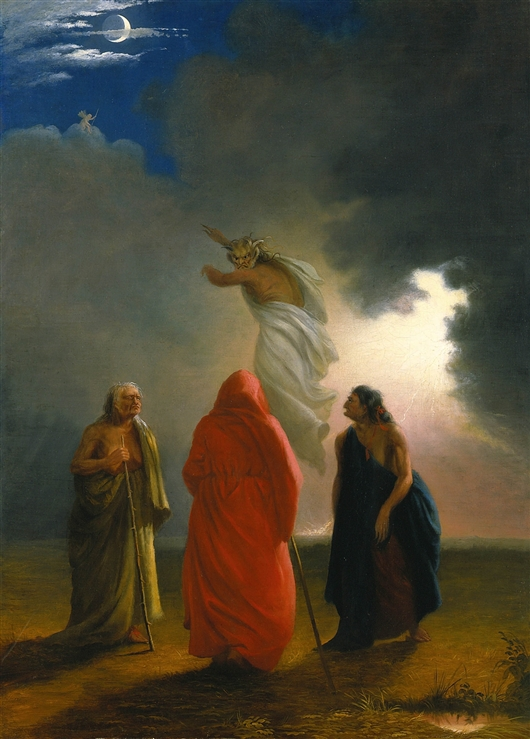
Pintura de William Rimmer

As bruxas na ficção abrangem uma ampla gama de caracterizações. Eles são tipicamente, mas nem sempre, mulheres e geralmente retratados como vilãs ou heroínas.
O clássico conto de fadas "João e Maria" apresenta um exemplo da figura da "bruxa vilã". A história envolve uma bruxa canibal que acaba sendo enganada pelas crianças que ela tenta comer e morre queimada em seu próprio forno. "Branca de Neve" retrata uma mágica assassina e tentadora como sua principal antagonista. A bruxa é rotulada como uma rainha má e encontra sua morte depois de ser forçada a dançar com sapatos de ferro em brasa. "Os Seis Cisnes" inclui uma madrasta que magicamente transforma suas enteadas em cisnes por despeito e ciúme. Em retaliação, a figura rotulada como bruxa acaba sendo queimada na fogueira. Tais exemplos dentro das obras dos Irmãos Grimm demonstram não apenas evidências da figura do "bruxa vilã", mas também exibem sua punição por ferimentos ou morte violenta. Outros exemplos de bruxas vilãs na literatura incluem a Feiticeira Branca de O Leão, a Feiticeira e o Guarda-Roupa, de C. S. Lewis, e a Grande Bruxa Alta, de As Bruxas, de Roald Dahl.
Living Alone, publicado em 1919, usa a "heroína bruxa" como agente de apoio à libertação feminina. O romance de Stella Benson envolve as reflexões de uma bruxa que funciona como uma força anárquica na vida dos londrinos de classe média. Sua magia não prejudicial visa "sacudir as mulheres mais oprimidas da complacência e da normalidade" para encontrar um estado de libertação. A importância de tal heroína lança luz sobre os efeitos positivos associados à magia e à bruxaria, uma mudança das ilustrações muitas vezes brutalizadas e torturadas encontradas na literatura do início do século XIX. Outros exemplos de bruxas heroicas na literatura de ficção incluem Glinda de O Maravilhoso Mágico de Oz (1900), Serafina Pekkala de His Dark Materials (1995–2000) e Hermione Granger da série Harry Potter.